# Stronger Than Death
Black Label Society utkom år 2000 och är det andra studioalbumet med heavy metal-bandet Black Label Society.

## Låtlista
1. "All For You" - 3:59
2. "Phoney Smiles & Fake Hellos" - 4:16
3. "13 Years Of Grief" - 4:11
4. "Rust" - 6:08
5. "Superterrorizer" - 5:33
6. "Counterfeit God" - 4:18
7. "Ain't Life Grand" - 4:39
8. "Just Killing Time" - 4:55
9. "Bullet Inside Your Head" - 4:54 (japanskt bonusspår)
10. "Stronger Than Death" - 4:52
11. "Love Reign Down" - 8:03

## Medverkande
- Zakk Wylde - sång, gitarr, bas, piano
- Phil Ondich - trummor
- Mike Piazza - bakgrundssång (spår 10)